# Els Meijer (politicus)
Elisabeth (Els) Meijer (Rotterdam, 14 januari 1948) is politica voor de Volkspartij voor Vrijheid en Democratie (VVD).

## Levensloop
Els Meijer werd geboren als dochter van een diplomaat. Na de Middelbare meisjesschool studeerde ze voor verpleegkundige (afgebroken). Ze begon haar carrière als zelfstandig kunst evenementenorganisator in binnen- en buitenland. Haar politieke loopbaan begon daarna. Ze was toen lid van de gemeenteraad van Deventer. Van 25 augustus 1998 tot 23 mei 2002 was ze lid van de Tweede Kamer der Staten-Generaal. In de Tweede Kamer der Staten-Generaal hield ze zich voornamelijk bezig met volksgezondheid en welzijn, OVSE, defensie-personeel en sociale zaken. Ze is vanaf 2002 werkzaam als projectmanager risicojongeren voor het Albeda College te Rotterdam en vanaf 2010 als directeur van De Nieuwe Kans, een Rotterdamse voorziening ten behoeve van uitgevallen risicojongeren. Zij bekleedde vele bestuurlijke functies in verschillende maatschappelijke organisaties.

## Partijpolitieke functies
- lid gemeenteraadsfractie VVD gemeenteraad Deventer
- Fractievoorzitter van de VVD gemeenteraad van Deventer
- Secretaris van de bestuurdersvereniging van de VVD Overijssel
- lid Tweede Kamer der Staten Generaal voor de VVD
- lid parlementaire assemblee van de OVSE

- Parlement.com: vg09llk5i1zx